# Augusto Federico de Holstein-Gottorp
 Augusto Federico de Schleswig-Holstein-Gottorp (Castillo Gottorp, Schleswig, 6 de mayo de 1646 - Eutin, Lübeck, 2 de octubre de 1705), noble alemán perteneciente a la Casa de Holstein-Gottorp, fue príncipe de Holstein-Gottorp y, desde 1655 hasta su muerte en 1705, Príncipe-Obispo de Lübeck.

## Biografía

Augusto Federico

Era el séptimo hijo del duque Federico III de Schleswig-Holstein-Gottorp y de María Isabel de Wettin, hija del elector Juan Jorge I de Sajonia y de Magdalena Sibila de Prusia.
Obispo coadjutor de Lübeck desde 1655, su hermano mayor, el futuro duque Cristián Alberto de Holstein-Gottorp renunció a su favor el obispado de Lübeck donde lo instalaron el 4 de julio de 1666.
Había llevado a cabo entre 1662 y 1664 un viaje de estudios por Francia, Suiza, Inglaterra y los Países Bajos.
Se casó el 21 de junio de 1676 en Halle con la princesa Cristina de Sajonia-Weissenfels (1658-1698), hija del duque Augusto de Sajonia-Weissenfels. 
Trasladó su residencia al Castillo de Eutin. Fue nombrado general de división sueco en 1672 y fue ascendido a general de toda la caballería sueca en Alemania en 1673.
Fue miembro de la Sociedad fructífera con el nombre de "el elegido".
A su muerte, fue sucedido como príncipe-obispo de Lübeck por su sobrino Cristián Augusto, padre del rey Adolfo Federico de Suecia.

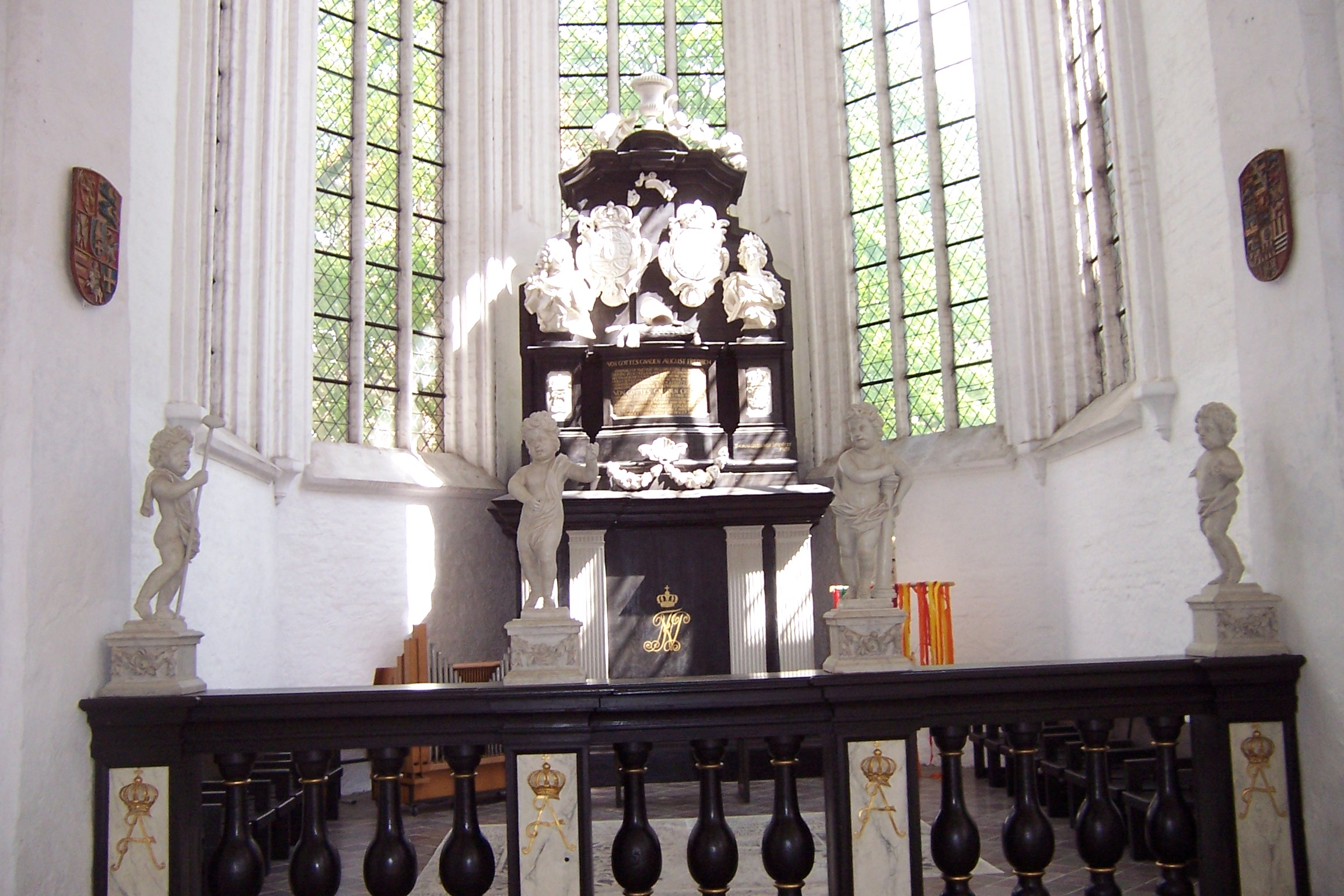
Tumba de Federico Augusto y su esposa en la catedral de Lübeck.

Está enterrado junto a su esposa en la Catedral de Lübeck, en una tumba barroca tallada por el flamenco Thomas Quellinus.